# 248
| Calendário gregoriano                                                        | 248 CCXLVIII                    |
| Ab urbe condita                                                              | 1001                            |
| Calendário arménio                                                           | -304 – -303                     |
| Calendário bahá'í                                                            | -1596 – -1595                   |
| Calendário budista                                                           | 792                             |
| Calendário chinês                                                            | 2944 – 2945                     |
| Calendário copta                                                             | -36 – -35                       |
| Calendário etíope                                                            | 240 – 241                       |
| Calendários hindus - Vikram Samvat - Calendário nacional indiano - Cáli Iuga | 303 – 304 169 – 170 3348 – 3349 |
| Calendário Holoceno                                                          | 10248                           |
| Calendário islâmico                                                          | 386 BH – 385 BH                 |
| Calendário judaico                                                           | 4008 – 4009                     |
| Calendário persa                                                             | 374 BP – 373 BP                 |
| Calendário rúnico                                                            | 498                             |
| Calendário solar tailandês                                                   | 791                             |

248 (CCXLVIII na numeração romana) foi um ano bissexto do século III do Calendário Juliano, da Era de Cristo, as suas letras dominicais foram B e A (52 semanas), teve início a um sábado e terminou a um domingo.
| Ano completo                      |
| --------------------------------- |
| Ano bissexto com início ao sábado |